# Дом де-Барани
Дом де-Барани (Палаты Бахорева) — историческое здание в Пскове, расположенное по адресу улица Красных Партизан, дом 10. Объект культурного наследия России федерального значения. Двухэтажная каменная постройка 1690-х годов, некогда имевшая третий, деревянный этаж, утраченный в пожарах XVIII и XIX веков.

## История
Палаты были построены в 1690-х годах в Кстовской сотне Окольного города по заказу Поликарпа Фёдорова сына Бахорева. Бахорев был купцом и значился вторым в списке жителей сотни. В начале XVIII века дом был унаследован сыном Поликарпа Варфоломеем, а в 1710 году пожар, охвативший город, уничтожил все деревянные элементы постройки и дворовые строения, после чего в 1711 году вдова Варфоломея Марина Гаврилова дочь Бахорева продала пожарище со всеми постройками за 200 рублей в счёт долга супруга псковскому посадскому человеку Леонтию Мамонову сыну Серебренику.
Новый хозяин отремонтировал палаты, также на дворе появились две новых каменных постройки из известняковой плиты: двухэтажный флигель к северу от палат и ещё одна постройка к западу от них. Все постройки были объединены деревянными либо каменными зданиями и образовывали п-образный в плане комплекс. В 1782 году после смерти Мамонова палаты были выставлены на публичные торги, и их приобрёл псковский купец Василий Чёрный. В начале XIX века дом купил псковский купец Иван Трубинский, после смерти которого наследницы (его четыре дочери) в ноябре 1838 года продали палаты титулярному советнику Ивану Петровичу Демидову, который в июле 1840 года перепродал его московскому купцу третьей гильдии Ивану Михайловичу Сарафанову.
В августе 1855 года палаты снова сгорели, утратив все деревянные постройки. Не стал Сарафанов восстанавливать и повреждённую каменную постройку в северной части двора. С 1905 по 1921 год домом владел аптекарь Павел Климентьевич Де Барани, при котором на южном фасаде появилась деревянная веранда, а на северном — лестница на второй этаж. Каменный флигель в северо-западной части двора получил деревянный третий этаж, а во дворе были построены два деревянных флигеля и три сарая.
После 1921 года дом долго оставался жилым, до 1970-х годов в нём было общежитие Псковского музыкального училища; позднее на верхнем этаже разместилось хранилище Государственного архива Псковской области, а на нижнем — склады. 30 августа 1960 года постановлением Совета Министров РСФСР восстановленные палаты были признаны памятником архитектуры республиканского значения; несмотря на это, в 1987 году здание подверглось переделке: в южной стене был проделан дополнительный дверной проём, а годом ранее обрушился нижний рундук крыльца.

## Описание
Дом расположен в Пскове по адресу улица Красных Партизан, 10 в Кстовской сотне Окольного города. Здание сложено из известняковой плиты, скреплённой известняковым же раствором, и имеет два этажа. Прямоугольное в плане, оно вытянуто с запада на восток и стоит на красной линии улицы. Снаружи стены здания оштукатурены и побелены. Размеры здания: длина — 21,5 м; ширина — 13,25 м; высота — 7 м; высота помещений первого этажа — 3,25м; высота помещений второго этажа — 3,5 м.
Изначально постройка задумана трёхчастной, с неширокими сенями, имеющими столовую палату и «весёлый покой» по двум сторонам, при этом первый этаж был двухчастным; помещения первого этажа не связаны между собой и имеют отдельные выходы. Такая структура роднит здание с палатами у Сокольей башни. В дальнейшем, в ходе строительства, помимо уже имевшегося входа с фасада, было пристроено крыльцо со двора, для чего один из оконных проёмов в сенях был раскрыт до дверного. С фасада по второму этажу к зданию примыкает ряд комнат, представляющих из себя пристройки к крыльцу и гульбище с заложенными проёмами, на первом этаже под ними устроено несколько помещений-палаток с отдельными выходами. Первоначально в здании было много окон: в весёлой палате, например, их было 9, 3 из которых располагались на боковом фасаде. До наших дней дошли лишь несколько из них, остальные были заделаны; также заложены сейчас и проёмы гульбища. 
Поверх двухэтажной каменной постройки высился одноэтажный деревянный жилой терем, куда помимо деревянной лестницы возле сеней, вероятно, вела ещё и каменная лестница, по предположению Ю. П. Спегальского находившаяся внутри фасадной стены столовой палаты.